# Attila Bartis
Attila Bartis (ur. 22 stycznia 1968 w Târgu Mureș) – węgierski pisarz i fotografik.
Jest synem Ferenca Bartisa, dziennikarza i poety. Wychowywał się jako przedstawiciel mniejszości węgierskiej w Siedmiogrodzie. Przeniósł się do Budapesztu w 1984 roku. W 1995 roku ukazała się jego pierwsza powieść A seta (Spacer).

## Twórczość
- A séta (powieść, 1995)
- A kéklő pára (zbiór nowel, 1998)
- Spokój (A nyugalom, powieść, 2001, wydanie polskie 2005, ISBN 83-7414-112-3)
- Anyám, Kleopátra (dramat, 2002)
- A Lázár apokrifek (2005)